# São Paulos tunnelbana
São Paulos tunnelbana (portugisiska: Metropolitano de São Paulo) är ett tunnelbanenät i São Paulo, Brasilien. Tunnelbanebolaget Companhia do Metropolitano de São Paulo grundade 24 april 1968 och den först linjen invigdes  14 september 1974. Nätet är 104,4 km långt och har 91 stationer. Det har sex linjer: 1 blå, 2 grön, 3 röd, 4 gul, 5 lila och 15 silver (som är en monorail-linje). São Paulos tunnelbana är den första och den största tunnelbanan i Brasilien.

## Linjer

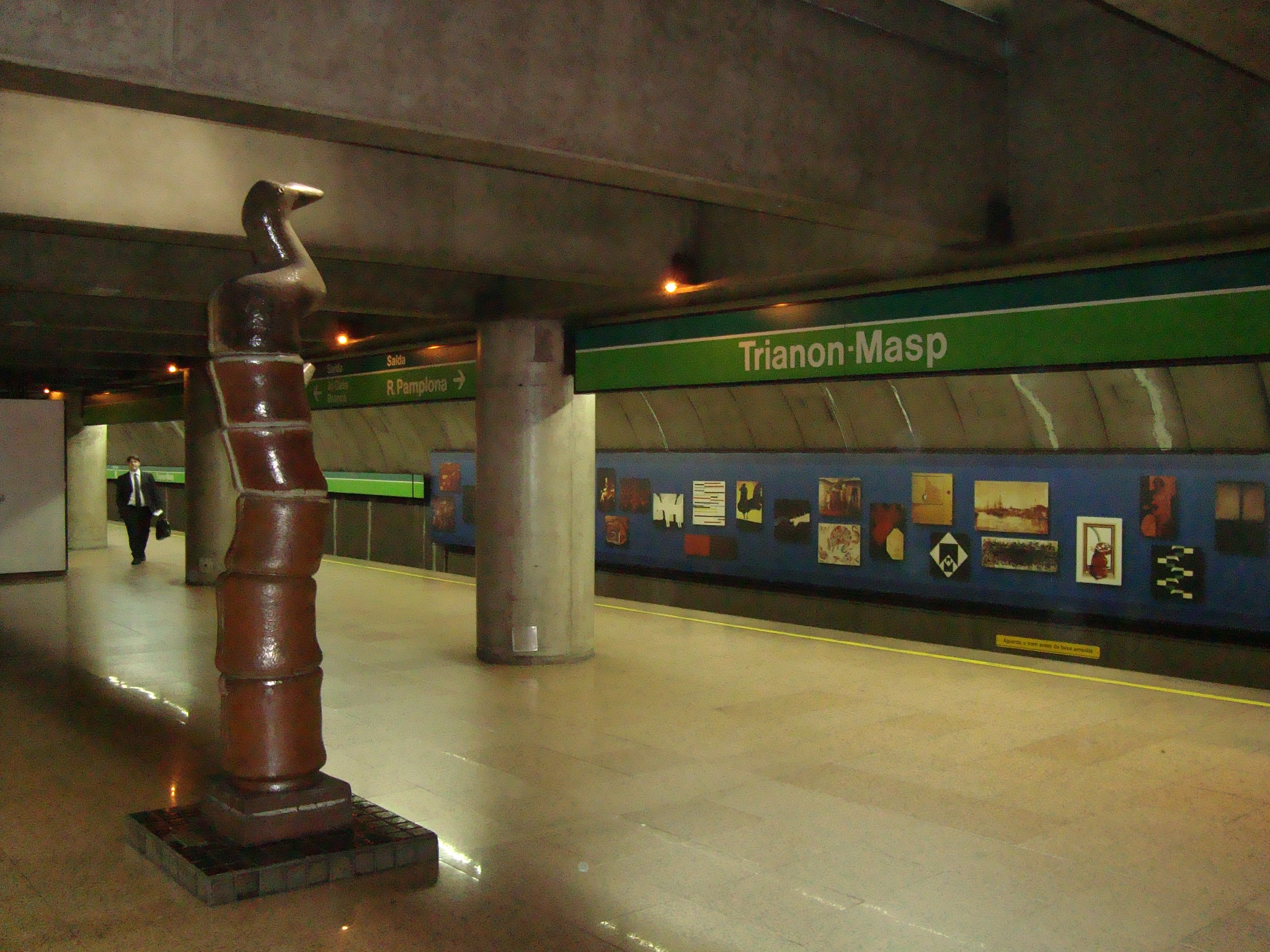
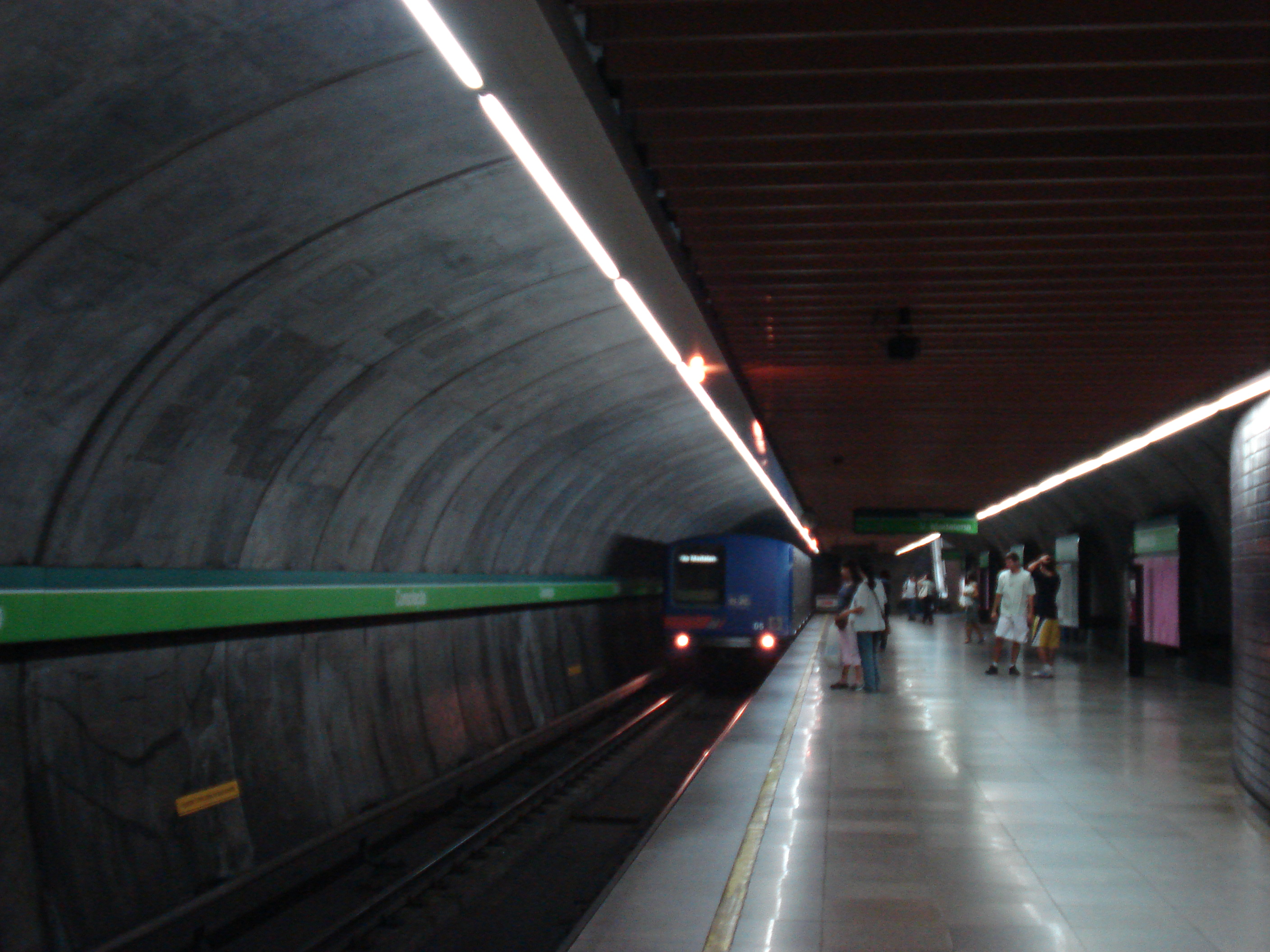

| Linje         | Sträcka                                      | Längd   | Stationer | År          |
| ------------- | -------------------------------------------- | ------- | --------- | ----------- |
| 1             | Tucuruvi – Jabaquara                         | 20,2 km | 23        | 1974        |
| 2             | Vila Madalena – Vila Prudente                | 14,7 km | 14        | 1991        |
| 3             | Palmeiras-Barra Funda – Corinthians-Itaquera | 22,0 km | 18        | 1979        |
| 4             | São Paulo-Morumbi – Luz                      | 12,8 km | 11        | 2010 - 2012 |
| 5             | Capão Redondo – Chácara Klabin               | 19,9 km | 17        | 2002        |
| 15 (Monorail) | Vila Prudente – Jardim Colonial              | 14,6 km | 11        | 2014        |